# والیس کلارک
والیس کلارک (انگلیسی: Wallis Clark؛ ‏ ۲ مارس ۱۸۸۲ – ۱۴ فوریهٔ ۱۹۶۱) بازیگر اهل بریتانیا بود. وی بین سال‌های ۱۹۰۸ تا ۱۹۵۳ میلادی فعالیت می‌کرد.
از فیلم‌ها یا برنامه‌های تلویزیونی که وی در آن نقش داشته‌است، می‌توان به چرخه روابط پیچیده واشینگتن، فراری از گروه مجرمان، هیچ‌یک از مردانش، مادام باترفلای، معمای موزه موم، خانمی برای یک روز، زن، در یک شب اتفاق افتاد، پزشکان، طلای ساتر، زیگفلد کبیر، رومئو و ژولیت، ماجرا در منهتن، ایب لینکلن در ایلینوی، و یکی زیبا بود، احمق آمریکایی خوش‌تیپ، برداشت محصول تصادفی، کمدی انسانی، مأموریت به مسکو، جک لندن، آقای اسکفینگتون، از وقتی تو رفتی، خانم پارکینگتون، ولوت ملی، میلدرد پیرس، سن آنتونیو، از خودگذشتگی، کیم، داستان لاس وگاس، بر باد رفته، خیابان ۴۲، ۲۰٬۰۰۰ فرسنگ زیر دریا، شورش در بونتی، سرناد پنی، نغمه‌های شهر بزرگ و نمی‌توانی این را با خودت ببری اشاره کرد.